# Deronectes fairmairei
Deronectes fairmairei é uma espécie de insetos coleópteros pertencente à família Dytiscidae.
A autoridade científica da espécie é Leprieur, tendo sido descrita no ano de 1876.
Trata-se de uma espécie presente no território português.